# José Roberto de Oliveira
José Roberto de Oliveira (Itumbiara, 9 december 1980), ook wel kortweg Zé Roberto genoemd, is een voormalig Braziliaans voetballer.